# Kantonnale Bank van Basel-Landschaft

De Kantonnale Bank van Basel-Landschaft (Duits: Basellandschaftliche Kantonalbank) is een Zwitserse kantonnale bank en heeft zijn hoofdzetel in Liestal in het kanton Basel-Landschaft.

## Omschrijving
De bank werd opgericht in 1864 door de Kantonalbankgesetz (wet op de kantonnale bank), die op 10 juli 1864 in een referendum werd goedgekeurd door de kantonnale bevolking.
De bank heeft 22 filialen, waarvan de meeste zich bevinden in het kanton Basel-Landschaft, maar ook eentje in Breitenbach in het kanton Solothurn. Daarenboven heeft de bank ook een speciaal filiaal voor private banking in Bazel in het kanton Basel-Stadt. Per 31 december 2019 had de bank een balanstotaal van 27,3 miljard Zwitserse frank en telde de bank 687 personeelsleden. De deposito's bij de Kantonnale Bank van Basel-Landschaft vallen volledig onder een staatswaarborg die wordt gewaarborgd door het kanton Basel-Landschaft.
Het kanton heeft een meerderheid van de aandelen in handen en heeft ook als enige het stemrecht binnen de vennootschap.
- Gemeinsame Normdatei: 271851-0
- Virtual International Authority File: 158891351

Aargau · Appenzell Innerrhoden · Basel-Landschaft · Basel-Stadt · Bern · Fribourg · Genève · Glarus · Graubünden · Jura · Luzern · Neuchâtel · Nidwalden · Obwalden · Sankt Gallen · Schaffhausen · Schwyz · Thurgau · Ticino · Uri · Vaud · Wallis · Zug · Zürich